# Amtsgericht Rügenwalde
Das Amtsgericht Rügenwalde war ein preußisches Amtsgericht mit Sitz in der Stadt Rügenwalde, Provinz Pommern.

## Geschichte
In Rügenwalde bestand von 1849 bis 1879 die Gerichtsdeputation Rügenwalde des Kreisgerichts Schlawe.
Mit dem Inkrafttreten der Reichsjustizgesetze wurden die preußischen Kreisgerichte durch Amtsgerichte abgelöst. Das königlich preußische Amtsgericht Rügenwalde wurde mit Wirkung zum 1. Oktober 1879 als eines von sieben Amtsgerichten im Bezirk des Landgerichtes Stolp im Bezirk des Oberlandesgerichtes Stettin gebildet. Der Sitz des Gerichtes war Rügenwalde. Sein Gerichtsbezirk umfasste aus dem Kreis Schlawe den Stadtbezirk Rügenwalde, die Amtsbezirke Büssow, Görshagen, Alt-Krakow, Neu-Krakow, Neuenhagen, Palzwitz, Schloßhof und Zizow und den Gemeinde- und Gutsbezirk Crolow aus dem Amtsbezirk Schlackow. Am Gericht bestanden 1880 zwei Richterstellen. Das Amtsgericht war damit ein mittelgroßes Amtsgericht im Landgerichtsbezirk.
Im Jahre 1945 wurden der größte Teil Pommerns, darunter der Sprengel des Amtsgerichtes Rügenwalde, unter polnische Verwaltung gestellt und die deutschen Bewohner vertrieben. Damit endete die Geschichte des Amtsgerichtes Rügenwalde.